# Chrysolina pliginskii
Chrysolina pliginskii là một loài bọ cánh cứng trong họ Chrysomelidae. Loài này được Reitter miêu tả khoa học năm 1913.